# Dragoș Anastasiu
Michael-Dragoș Anastasiu (n. 5 iunie 1964, București, România) este un medic, om de afaceri și politician româno-german, care a îndeplinit funcția de viceprim-ministru în guvernul Ilie Bolojan, între 23 iunie și 27 iulie 2025.

## Biografie

### Educație
Dragoș Anastasiu s-a născut pe 5 iunie 1964, în București. După absolvirea liceului, s-a mutat în Germania, unde a studiat medicina la Universitatea Johann Wolfgang Goethe din Frankfurt, pe care a absolvit-o în 1991.

### Activitate
A lucrat la Spitalul Universitar Sf. Markus din Frankfurt (1990-1995), obținând titlul de Doctor în Medicină în 1993. Apoi s-a orientat către antreprenoriat în turism și transport, fondând compania „Intertouring” GmbH (Frankfurt, 1995) și Touring Europabus România (integrată în Eurolines în 1997). A introdus în România brandul TUI TravelCenter și a dezvoltat afaceri în închirieri auto (franciza Rent-A-Car din 2014) și turism (complexul Green Village 4* din Delta Dunării din 2015). În 2017, a semnat un parteneriat cu FlixBus. În 2019, a vândut operațiunile de turism ale Grupului Eurolines către DER Touristik (grupul Rewe).

## Controverse

### Consiliul Concurenței
În 2019, compania Touring Europabus România S.R.L., parte a grupului Eurolines condus de Dragoș Anastasiu, a fost sancționată de Consiliul Concurenței cu o amendă de aproximativ 5,4 milioane lei (circa 1,1 milioane euro)⁠. Sancțiunea a fost aplicată în urma unei investigații privind practici anticoncurențiale pe piața de turism, desfășurată între 2013 și 2016, care a vizat 13 agenții de turism și Asociația Națională a Agențiilor de Turism (ANAT). Autoritatea a constatat că respectivele companii și-au coordonat politicile comerciale în scopul de a limita reducerile de preț, de a elimina campaniile promoționale și de a-și împărți artificial locurile în zborurile charter, afectând concurența și crescând prețurile pachetelor turistice.⁠
Ulterior, Dragoș Anastasiu a afirmat public că, deși a fost încălcată litera legii, acțiunile au avut ca obiectiv menținerea stabilității pieței și nu au produs prejudicii directe consumatorilor⁠.

### Implicarea ca martor denunțător într-un dosar DNA
În 2025, presa a relatat că Dragoș Anastasiu a fost audiat în calitate de martor denunțător într-un dosar al Direcției Naționale Anticorupție, soluționat în 2023, în care inspectoarea ANAF Angela Burlacu a fost cercetată și condamnată definitiv pentru luare de mită și trafic de influență. Anastasiu a declarat că, între 2009 și 2017, una dintre firmele sale a semnat un contract fictiv prin care efectua plăți lunare către o societate indicată de Burlacu, considerând aranjamentul o formă de șantaj. Dosarul a fost clasat față de Anastasiu și Cristian Băciucu, dată fiind calitatea lor de martori denunțători.